# Бент, Сайлас
Сайлас Бент IV (англ. Silas Bent IV; 9 мая 1882, Миллерсберг, штат Кентукки — 30 июля 1945, Гринуич, штат Коннектикут) — американский журналист. Правнук Сайласа Бента-младшего (1768—1827), судьи Верховного суда штата Миссури, внук Сайласа Бента III (1820—1887), морского офицера; внучатый племянник Уильяма Бента.
В 1900 г. поступил на работу в газету Louisville Herald в Луисвилле, с 1903 г. на протяжении многих лет работал в Сент-Луисе в газете St. Louis Post-Dispatch. В 1908 г. стал преподавателем журналистики в Школе журналистики, открытой при Миссурийском университете, однако через год предпочёл вернуться к журналистской практике. Затем продолжил карьеру журналиста в Чикаго и Нью-Йорке.
Наибольшую известность Бенту принесла книга «Баллиху: Голос прессы» (англ. Ballyhoo: The Voice of the Press; 1927), носившая во многом обличительный характер; после выхода книги слово ballyhoo (дословно название рыбы бразильский полурыл) стало нарицательным, означая дутую, невероятно преувеличенную рекламу, и через несколько лет превратилось в название популярного журнала. В книгах «Человек, созданный машиной» (англ. Machine made man; 1930) и «Рабы за миллион: История механического прогресса в доме» (англ. Slaves By the Billion: The Story of Mechanical Progress in the Home; 1938) Бент подробно описывал технологические новшества, от автомобиля до холодильника, фокусируя внимание на том, что работа новейших механизмов избавляет человечество от рабского труда и делает жизнь не только комфортнее, но и справедливее. Кроме того, Бент опубликовал памфлет «Случайные сожители» (англ. Strange Bedfellows; 1929) о нравах современных политиков и роман из жизни журналистов «Бьюкенен из „Прессы“» (англ. Buchanan of "The Press"; 1932), а также биографию судьи Оливера Уэнделла Холмса (1932) и др.